# Meer van Ticamaya
Het Meer van Ticamaya (Spaans: Laguna de Ticamaya) is een meer in de gemeente Choloma in Honduras. Vanaf 22 december 1999 is het een beschermd natuurgebied.
Aan de rand van het meer is een secundair loofbos met onder andere ron-ron (Stronium graveolens), kapokboom en apamate (Tabebuia rosea).
Rond het meer worden verschillende projecten ontwikkeld voor het ecotoerisme. Het gemeentebestuur heeft een schoonmaakactie gehouden waarbij veel watersla is verwijderd dat een plaag begon te vormen. Het land rond het meer is in privébezit. Er worden campagnes gehouden om de plaatselijke bevolking bewust te maken van het belang om het milieu te beschermen. Een van de belangrijkste bedreigingen voor het milieu is de steeds grotere uitdroging van het meer. Er zijn plannen om bij het meer een ecologisch museum op te richten.